# Колкер, Ава
Ава Колкер (англ. Ava Kolker; род. 5 декабря 2006, Лос-Анджелес, Калифорния) — американская юная актриса и модель. Наиболее известна по ролям Авы Моргенштерн в сериале «Истории Райли» и маленькой Элис Рейнер в хоррор-фильме «Астрал 4: Последний ключ».

## Ранние годы
Ава Колкер родилась в Калифорнии. У Авы есть две старшие сестры и одна младшая. Её младшая сестра Лекси Колкер тоже актриса. Они вместе сыграли одну и ту же роль Робин Хинтон в разном возрасте в телесериале ABC «Агенты „Щ. И. Т.“». Начала сниматься в рекламных роликах в возрасте пяти лет для компаний Square, Gatorade, Buffalo Wild Wings, AT&T Wireless, Disney World и других.

## Карьера
Актёрский дебют Колкер состоялся в четырёхлетнем возрасте, когда она исполнила эпизодическую роль в первом сезоне хоррор-сериала «Американская история ужасов». В 2012 году она впервые снялась в кинофильме, сыграв роль Мэрибет в семейной комедии «Золотая зима». В 2013 году в Колкер исполнила роли в пародийной комедии «Очень страшное кино 5» и драме «Новая попытка Кейт Макколл», где она сыграла роль Оги — дочери героини Кэйт Бекинсейл. В 2014 году Ава снялась в роли Хизер в чёрной комедии «Мисс Медоуз» вместе с Кэти Холмс.
Одновременно с ролями в большом кино, Колкер снималась на телевидении в эпизодах сериалов «Папаши» (2013), «Сэм и Кэт» (2014) и «Черноватый» (2015). В 2017 году появилась в одном из эпизодов комедийного сериала «Белая знаменитость». В период с 2014 по 2016 год у неё была постоянная роль Авы Моргенштерн в телесериале канала Disney Channel «Истории Райли» В 2016 году Колкер снялась в фильме триллере «Послание от Кинга» вместе с Терезой Палмер и Люком Эвансом, исполнила роль юной Остин — главной героини в детстве в драматическом фильме канала Lifetime «Города-побратимы», а также сыграла роль Ингрид в фильме ужасов «Массовое убийство в Виллиске».
В 2016 году Колкер выиграла награду Young Entertainer Awards в номинации «Лучшая актриса телесериала в возрасте 9 лет и моложе». В 2017 году была номинирована на премию «Молодой актёр» за роль в телесериале «Истории Райли».
В 2017 году Ава сыграла основную роль в фильме-сказке A Fairy’s Game режиссёра Шона Нельсона. В 2018 году исполнила роль Элис Райнер в детстве в фильме «Астрал 4: Последний ключ», режиссёром которого выступил Адам Робител, а сценаристом — Ли Уоннелл.
В 2018 году сыграла роль Робин Хинтон в возрасте 12 лет в эпизоде телесериала ABC «Агенты „Щ. И. Т.“».
В период с 2019 по 2021 год Ава исполнила роль одну из главных героинь Олив Розалски в сериале канала Disney Channel «От Сидни к Максу».
В 2022 году появилась в драматическом фильме кинокомпании Samuel Goldwyn Films «Манифест Запада» совместно со своей младшей сестрой Лекси Колкер, в котором сыграла роль Ланы Даник. Съемки данного фильма состоялись летом 2020 года.
Так же в 2022 году Ава начала работу над документальным драматическим фильмом «Такой же, как и Вы» — «Пищевая аллергия» производства Just Like You Films, в котором она снялась не только как актриса, но состоялся её дебют в качестве продюсера. Это совместный проект с Августом Матуро, в котором они исполнили роли Обри и Зака.

## Фильмография
| Год       |     | Русское название                        | Оригинальное название               | Роль               |
| --------- | --- | --------------------------------------- | ----------------------------------- | ------------------ |
| 2011      | с   | Американская история ужасов: Дом-убийца | American Horror Story: Murder House | маленькая девочка  |
| 2012      | ф   | Золотая зима                            | Golden Winter                       | Мэрибет Гайтцен    |
| 2013      | ф   | Очень страшное кино 5                   | Scary Movie 5                       | Лили               |
| 2013      | ф   | Новая попытка Кейт Макколл              | The Trials of Cate McCall           | Оги                |
| 2013      | с   | Папаши                                  | Dads                                | маленькая девочка  |
| 2014      | с   | Сэм и Кэт                               | Sam & Cat                           | Роми               |
| 2014      | ф   | Мисс Медоуз                             | Miss Meadows                        | Хизер              |
| 2014      | кор | —                                       | Lizard King                         | Хасти              |
| 2014      | кор | —                                       | I Can See You                       | Аманда в детстве   |
| 2014—2017 | с   | Истории Райли                           | Girl Meets World                    | Ава                |
| 2015      | с   | Черноватый                              | Black-ish                           | маленькая девочка  |
| 2016      | с   | —                                       | Rachel Dratch’s Late Night Snack    | н/д                |
| 2016      | ф   | Массовое убийство в Виллиске            | The Axe Murders of Villisca         | Ингрид             |
| 2016      | ф   | Послание от Кинга                       | Message from the King               | Бут                |
| 2016      | тф  | Города-побратимы                        | Sister Cities                       | юная Остин         |
| 2017      | с   | Белая знаменитость                      | White Famous                        | Мэдди              |
| 2018      | ф   | Астрал 4: Последний ключ                | Insidious: The Last Key             | юная Элис Райнер   |
| 2018      | с   | Агенты «Щ.И.Т.»                         | Agents of S.H.I.E.L.D.              | Робин в 12 лет     |
| 2018      | ф   | —                                       | A Fairy’s Game                      | Элу                |
| 2019      | мф  | Красные туфельки и семь гномов          | Red Shoes                           | деревянный медведь |
| 2019—2021 | с   | —                                       | Sydney to the Max                   | Олив               |
| 2022      | с   | Как я встретила вашего папу             | How I met your father               | Ривка              |
| 2022      | тф  | Манифест Запада                         | Manifest West                       | Лана Даник         |
| 2022      | кор | —                                       | Functioning                         | Эми Уоттс          |
| 2022      | кор | —                                       | Just Like You: Food Allergies       | Обри               |

## Награды и номинации
| Год  | Награда                  | Категория                                            | Номинированная работа | Результат |
| ---- | ------------------------ | ---------------------------------------------------- | --------------------- | --------- |
| 2016 | Young Entertainer Awards | Лучшая актриса телесериала в возрасте 9 лет и моложе | Истории Райли         | Победа    |
| 2017 | Молодой актёр            | Лучшая приглашённая актриса в телесериале            | Истории Райли         | Номинация |